# Roanne
Roanne este un oraș în Franța, sub-prefectură a departamentului Loire, în regiunea Ron-Alpi. Orașul este înfrățit cu orașul Piatra Neamț din România.

## Personalități marcante
- Pierre Étaix, actor comic

1. ↑  répertoire géographique des communes, accesat în 26 octombrie 2015
2. ↑  dataset of postal codes in France, 1 octombrie 2018